# Pierre Charles Dumoulin
Pour les articles homonymes, voir Dumoulin.
 (mai 2019).
Si vous disposez d'ouvrages ou d'articles de référence ou si vous connaissez des sites web de qualité traitant du thème abordé ici, merci de compléter l'article en donnant les références utiles à sa vérifiabilité et en les liant à la section « Notes et références ».
Pierre Charles Dumoulin, né le 14 mai 1749 à Paris, mort le 11 septembre 1809 à Gand, est un général français de la révolution et de l’Empire.

## Biographie
Grenadier le 1er janvier 1776, dans le régiment de Barrois (50e d'infanterie), il fait partie, de l'expédition de Genève sous M. le marquis de Jaucourt et obtient son congé le 1er janvier 1782.
Admis le 1er novembre suivant dans la compagnie des gardes des impositions de Paris, il y devient lieutenant le 10 juillet 1787, et est nommé le 15 décembre 1791, adjudant-major du bataillon de la garde nationale de Saint-Méry. Élu capitaine au 1er bataillon des Sections Réunies de la Commune et des Arcis de Paris le 5 septembre 1792, il en devient le chef le 16 du même mois, et le conduit à l'armée des Ardennes, où il se distingue dans différents petits combats livrés à l'ennemi sur les hauteurs de Bétheniville et près de Pontfaverger, et pendant le siège de Namur, où le 27 septembre, le général Monnet lui confie le soin d'enlever le château d'Achts, près Simeg.
Passé à l'armée du Nord au commencement de 1793, il assiste au siège de Maestricht depuis les premiers jours de février jusqu'au 2 mars, époque à laquelle l'armée est obligée de battre en retraite. Il se distingue aux batailles de Tirlemont, de Neerwinden et de Louvain, les 16, 18 et 22, et ramène sa troupe au camp de Maulde le 27.
Embrigadé dans la 162e demi-brigade d'infanterie le 17 germinal an II, il se trouve le 28 au Cateau-Cambrésis (en), protège la retraite de toute la division Goguet, engagée depuis le matin contre des forces considérables, et sauve vingt-deux pièces de canon déjà entourées par l'ennemi. Les affaires du bois de Tupigny, en floréal, celle du camp de l'Equelle, près de Guise, le siège de Landrecies en messidor, ceux du Quesnoy et de Valenciennes en thermidor et fructidor, mirent bientôt au grand jour toute sa valeur et ses talents militaires, et lui valent le grade de chef de brigade de la 162e le 4 fructidor.
Attaché depuis cette époque à l'armée de Sambre-et-Meuse, il se trouve le deuxième jour complémentaire à la bataille de Sprimont, où, ses soldats ayant montré de l'hésitation, il saisit le drapeau du 1er bataillon, fait battre la charge, et, s'élançant à la tête de ses soldats, il chasse l'ennemi du champ de bataille. Dirigé sur l'armée de Rhin-et-Moselle, il combat le 20 brumaire an IV, à Frankenthal, où sa demi-brigade soutient pendant trois heures et demie le choc de l'armée autrichienne, et sauve la division Beaupuy, menacée d'une destruction totale. Le lendemain 21, il reçoit, à l'attaque de la ville, une blessure au pied gauche. Chef de la 104e demi-brigade à l'organisation du 1er ventôse an IV, il se trouve au passage du Rhin le 6 messidor, combat à Offenbourg, à Reuchen, à Rastadt, à Ettingen et à Ingolstadt.
Envoyé en Helvétie en l'an VI, il forme l'avant-garde à l'attaque des Grisons le 16 ventôse an VIII. À la bataille de Zurich contre les Russes, les 3 et 4 vendémiaire an VIII, il force le passage de la Harr, et bat l'ennemi dans deux engagements partiels à Andelfingen les 14 et 15 du même mois.
Rentré en France à la paix de Lunéville il part de Cologne en floréal an XI, pour l'expédition de Hanovre, et reçoit la décoration d'officier de la Légion d'honneur, à l'avant-garde de cette armée le 25 prairial an XII. Promu général de brigade le 12 pluviôse an XIII (1er février 1805), et employé dans le département de la Dyle (24e division) le 11 ventôse.
Envoyé dans la 15e division militaire le 12 janvier 1808, et de là au camp de Boulogne le 10 avril 1809, il prend le 25 avril, le commandement de deux demi-brigades provisoires de gardes nationales formées à Saint-Omer, qu'il conduit dans l'île de Cadzand dans les premiers jours d'août, pour s'opposer aux tentatives des Anglais dans l'Escaut. Une fièvre violente qu'il attrape dans cette île le contraint à se faire transporter à Gand, où il meurt le 11 septembre 1809.